# Mottisfont
Mottisfont is een civil parish in het bestuurlijke gebied Test Valley, in het Engelse graafschap Hampshire met 385 inwoners.